# Корнелис, Эверт
Эверт Корнелис (нидерл. Evert Cornelis; 5 декабря 1884, Амстердам — 23 ноября 1931, Билтховен, провинция Утрехт) — нидерландский дирижёр и органист.
При поддержке Даниэля де Ланге получил стипендию для обучения в Амстердамской консерватории, где его наставниками стали Жан-Батист Шарль де Пау (орган и фортепиано) и Бернард Зверс (композиция). Окончив курс в 1904 году, поступил органистом в церковь городка Аудекерк-ан-дер-Амстел. Однако Корнелис больше интересовался дирижированием и в том же году занял должность корепетитора в Королевской Фламандской опере в Антверпене, затем некоторое время работал с недолго просуществовавшей Нидерландской оперой Корнелиса ван дер Линдена. В 1907 г. сопровождал певицу Алиду Ломан-Люткеман в концертном турне по Индонезии и Австралии.
В 1909 г. по приглашению Виллема Менгельберга Корнелис стал вторым дирижёром Оркестра Консертгебау. В оркестре Корнелис постепенно занял заметное место, фактически отвечая за новейший репертуар, в меньшей степени интересовавший Менгельберга; в частности, по инициативе Корнелиса оркестр обратился к сочинениям Клода Дебюсси и Мориса Равеля. Однако в 1918—1919 гг. Корнелис оказался вовлечён в затяжной скандал, связанный с резким выступлением против оркестра со стороны критика Маттейса Вермёлена, обвинившего Менгельберга в ретроградстве при составлении программы выступлений; Вермёлена поддержал ряд других музыкантов, и Корнелис в конце концов заявил о своём согласии с этой критикой, что привело к его уходу из оркестра.
Несколько последующих лет Корнелис работал преимущественно как органист и пианист, в том числе с большим успехом аккомпанировал певице Берте Серун. Но в 1922 г. он был приглашён возглавить Утрехтский муниципальный оркестр, руководитель которого Ян ван Гилсе подал в отставку после продолжительного конфликта с музыкальным критиком Виллемом Пейпером, точно так же обвинявшим дирижёра в отставании от музыкальной жизни. Корнелис значительно реформировал репертуар коллектива, введя в него сочинения таких композиторов, как Игорь Стравинский, Артюр Онеггер, Бела Барток, Арнольд Шёнберг; Корнелис также с удовольствием дирижировал произведениями Антона Брукнера и Сезара Франка, а дружеские отношения с Шарлем Турнемиром привели к появлению двух работ последнего, посвящённых Корнелису. Наряду с работой в Утрехте Корнелис в 1927 г. возглавил Нидерландское Баховское общество и вместе с ним впервые в Нидерландах исполнил полную редакцию Страстей по Матфею.
Сын Корнелиса Эверт Корнелис-младший, профессиональный юрист, некоторое время занимал должность директора в различных нидерландских музыкальных институциях, в том числе в Резиденц-оркестре.